# Montecarmelo (metropolitana di Madrid)
Montecarmelo è una stazione della linea 10 della metropolitana di Madrid. Si trova sotto alla Avenida de Montecarmelo nel distretto Fuencarral-El Pardo di Madrid.

## Storia
La stazione fu inaugurata il 26 aprile 2007 come parte del progetto di ampliamento della linea 10 che prende il nome di MetroNorte, volto a dare servizio ai comuni di Alcobendas e San Sebastián de los Reyes

## Accessi
Vestibolo Montecarmelo
- Avda. Monasterio de Silos Avenida Monasterio de Silos, 63
- Ascensor (Ascensore) Avenida Monasterio de Silos, 63